# Kopřiva
Kopřiva (Urtica) je rod rostlin z čeledi kopřivovitých (Urticaceae). Mají žahavé chlupy, palisty a vstřícné listy s pilovitými, vzácně celokrajnými, okraji. Při dotyku se trichomy zabodnou do kůže a při následném pohybu způsobí její malé a nepatrné protrhnutí, což vede k bolesti a svědění. Nejznámějším druhem tohoto rodu je kopřiva dvoudomá (Urtica dioica), původem z Evropy, Asie a Severní Ameriky. Používá se pro špenát a čaj.

## Druhy kopřiv
Rod obsahuje mnoho druhů. Velké množství druhových jmen počítaných k němu ve starší literatuře se však nyní považuje za synonyma kopřivy dvoudomé. Některá z těchto jmen přežívají jako jména poddruhů.
V České republice se vyskytují tři druhy rodu kopřiva: kopřiva dvoudomá (hojná po celé ČR s výjimkou nejvyšších poloh Krkonoš, Jeseníků a Králického Sněžníku), kopřiva žahavka (běžná v teplejších krajích, jinde vzácná) a kopřiva lužní (vzácně na jižní Moravě, byla považována za vyhynulou). Z nepůvodních druhů se u nás mohou vyskytnout zplanělé středomořské kopřivy kopřiva Dodartova a kopřiva kulkonosná.
- Urtica atrovirens

- Urtica angustifolia – Čína, Japonsko, Korea
- Urtica cannabina – kopřiva konopovitá – západní Asie od Sibiře po Írán
- Urtica dioica L. – kopřiva dvoudomá – Evropa, Asie, Severní Amerika
- Urtica dodartii L. – kopřiva Dodartova
- Urtica ferox – Nový Zéland
- Urtica hyperborea – Himálaj od Pákistánu po Bhútán, Mongolsko a Tibet, vysoké nadmořské výšky.
- Urtica incisa – Austrálie
- Urtica kioviensis Rogow. – kopřiva lužní
- Urtica laetivirens – Japonsko, Mandžusko
- Urtica parviflora – Himálaj (nižší nadmořské výšky)
- Urtica pilulifera L. – kopřiva kulkonosná – Evropa
- Urtica platyphylla – Čína, Japonsko
- Urtica thunbergiana – Japonsko
- Urtica urens L. – kopřiva žahavka – Evropa, Severní Amerika
- Urtica membranacea – kopřiva vrtkavá – Evropa
- Urtica morifolia – kopřiva morušolistá – Kanárské ostrovy

## Léčivé účinky
Kopřiva se používá při nemocech kloubů, při krvácení z dásní, chudokrevnosti (anémie). Dá se také používat v kuchyni jako špenát. Kopřiva neobsahuje kyselinu šťavelovou, pro kterou je špenát při některých onemocněních a poruchách nevhodný. Nejvhodnější pro využití v kuchyni jsou mladé rostliny sbírané brzy na jaře.
Dále se kopřiva dvoudomá může používat při onemocnění bronchitidou, cukrovkou, akné, nežitech a vyrážce. Kopřiva dvoudomá též podporuje tvorbu mateřského mléka.
Využívány jsou hlavně listy, nicméně uplatnění nachází i nať či oddenek, ve kterých jsou obsaženy flavonoidy, fenolkarbonové kyseliny, a velké množství minerálních látek. Ideální období jejich sběru představuje jaro do konce května.

## Využití kopřivy v agroprůmyslovém komplexu
Rod kopřiva nachází v průmyslu několikeré využití. Jako např. několikaletá kultura ke zpracování v krmivářství, v produkci biomasy, v textilním průmyslu, v potravinářství, v kuchyni, ve farmacii a kosmetice. Informace pro laickou i odbornou veřejnost propojuje a zveřejňuje na svých kanálech v několika jazycích neformální hub, který byl založen v České republice .

## Galerie

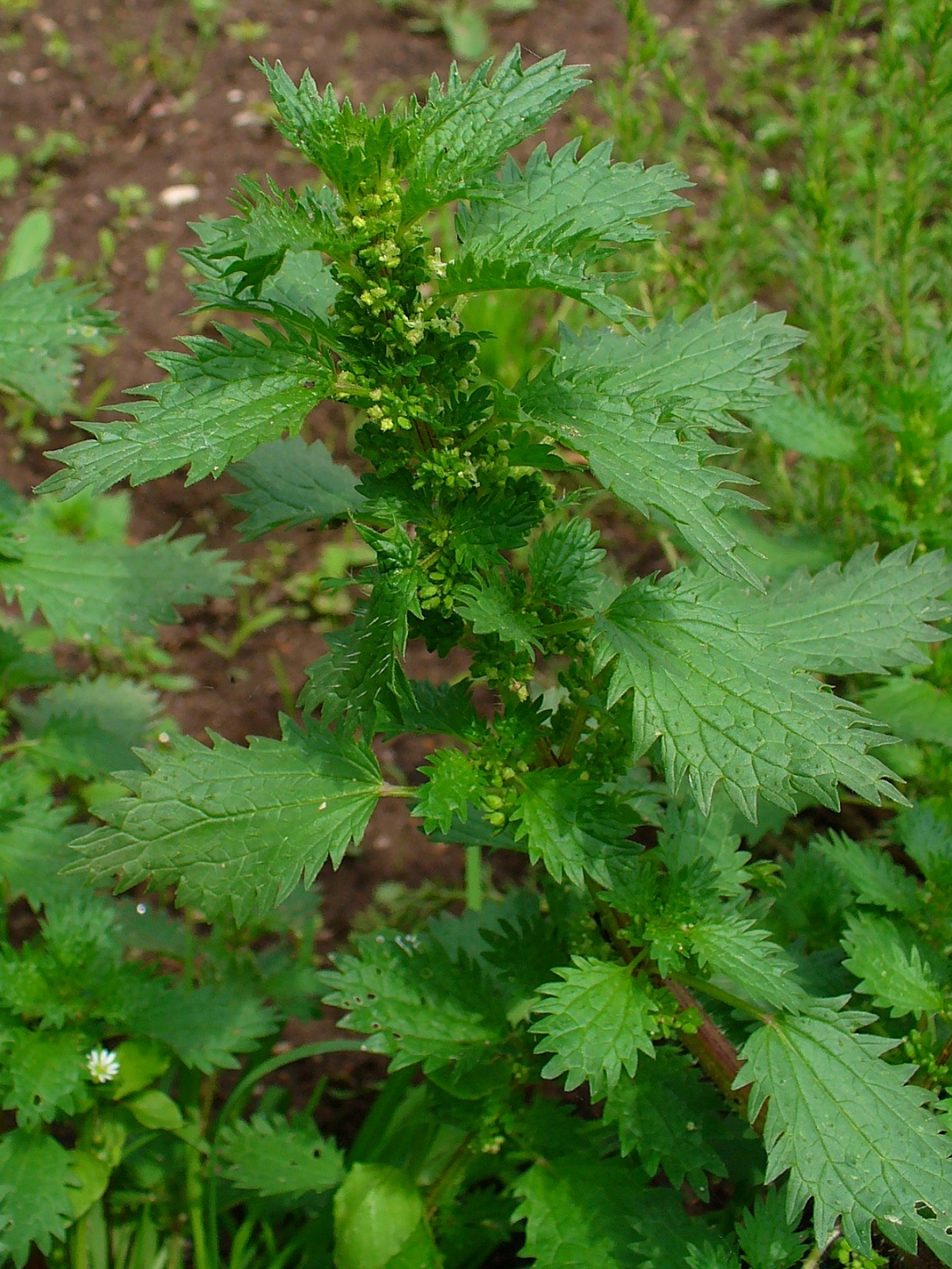
Kopřiva žahavka
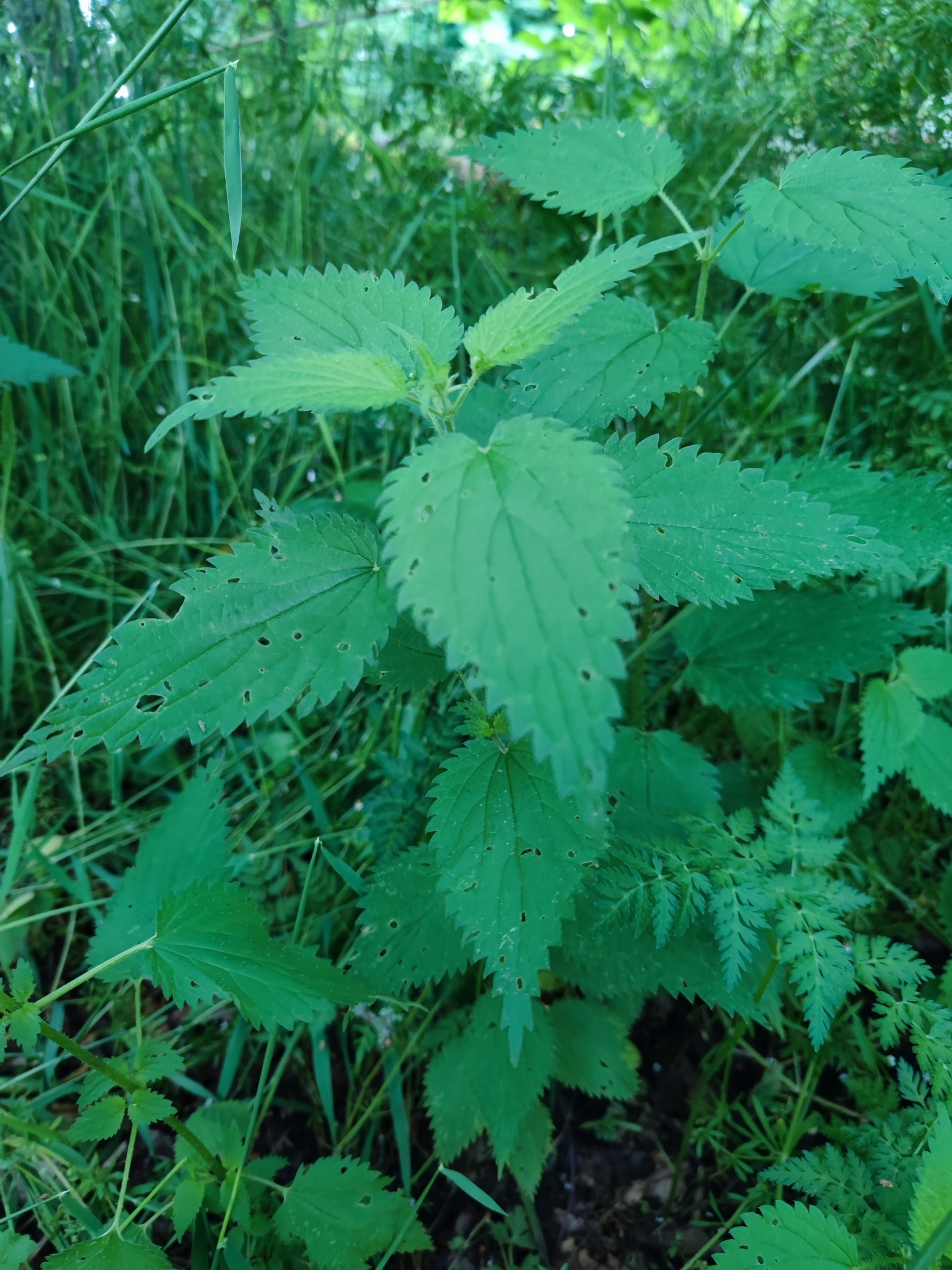
Kopřiva dvoudomá
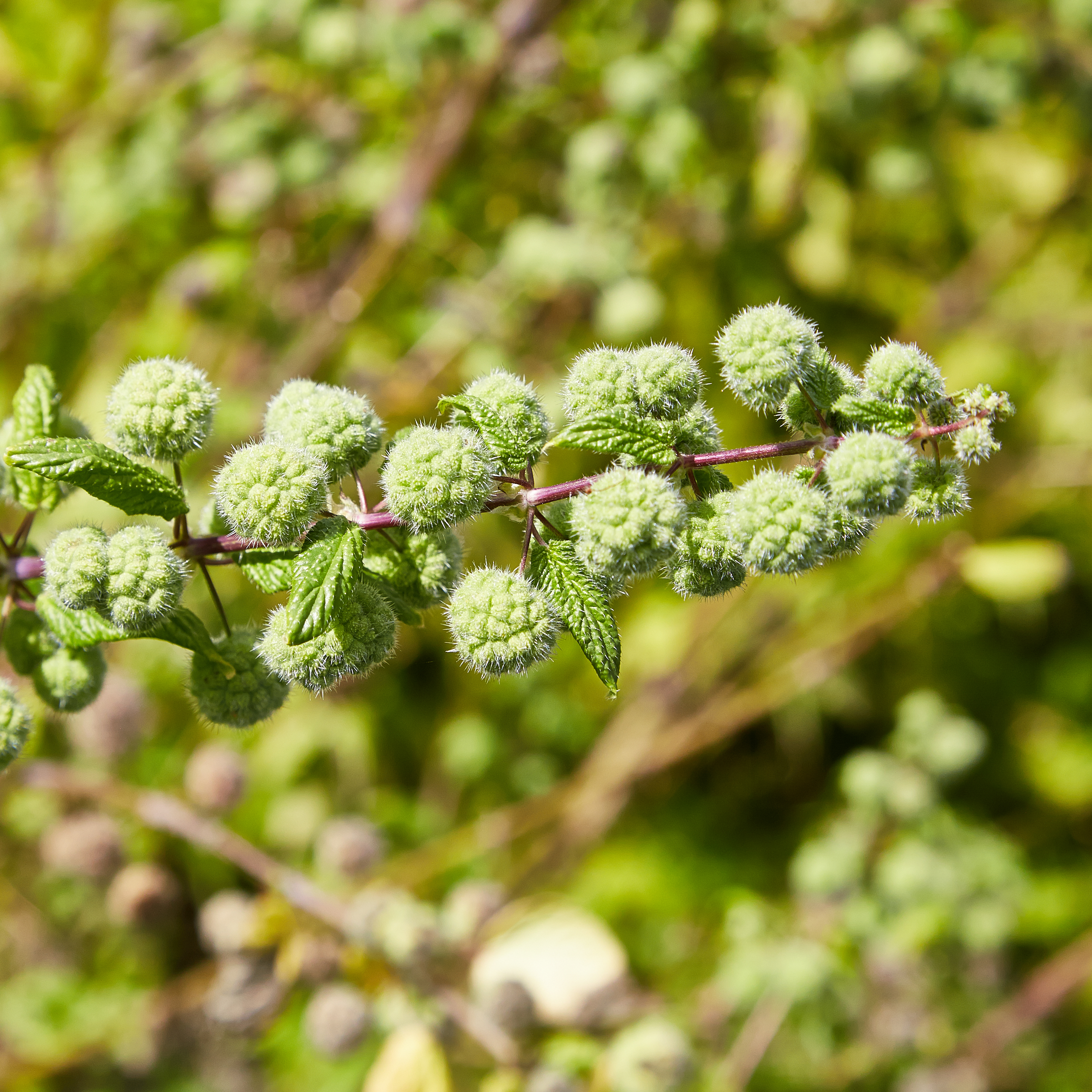
Kopřiva kulkonosná
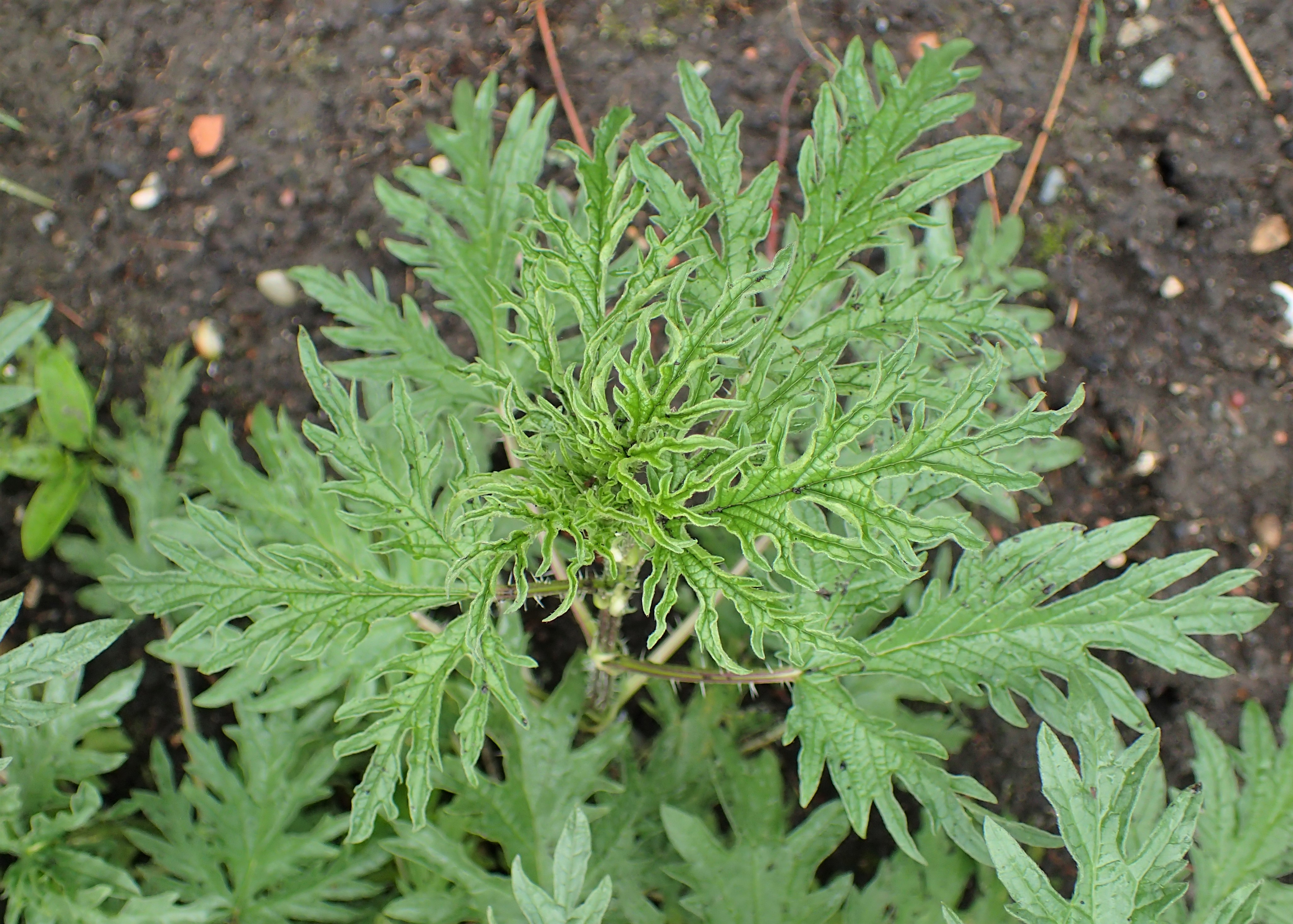
Kopřiva konopovitá
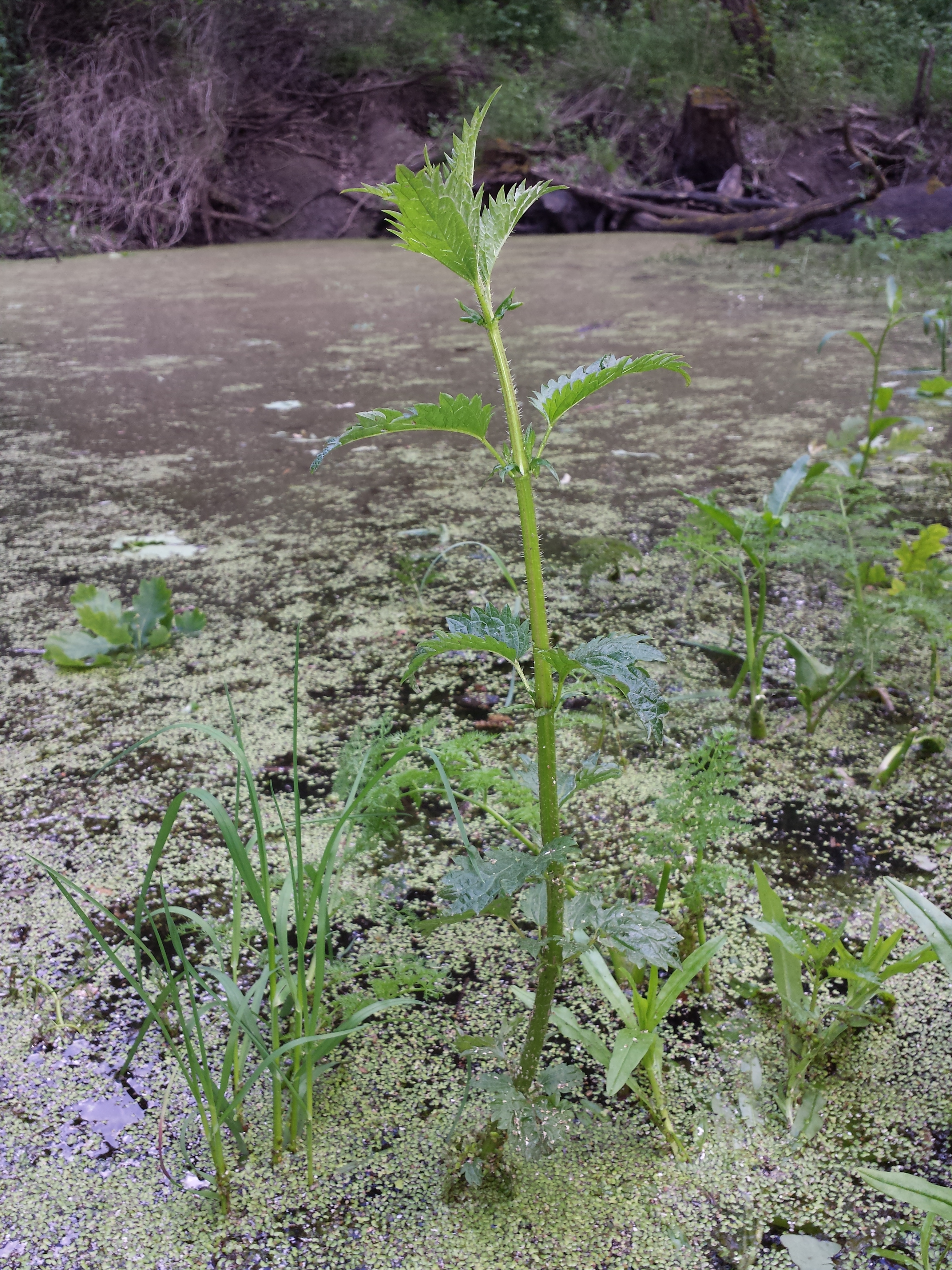
Kopřiva lužní